# Lasiurus minor
Lasiurus minor és una espècie de ratpenat de la família dels vespertiliònids. Viu a les Bahames, la Hispaniola, Puerto Rico i la República Dominicana.